# Clare Maguire
Clare Maguire (* 15. September 1987 in Solihull, Birmingham) ist eine britische Singer-Songwriterin.

## Biografie
Mit 17 brach Clare Maguire ihre Schulausbildung ab und trieb intensiv ihren Traum von einer Musikkarriere voran. Über MySpace und Last FM stellte sie ihre Musik online und stellte bald den Kontakt zu internationalen Labels her. Polydor, Teil des Major-Labels Universal, bekam 2008 schließlich den Zuschlag.
Im Jahr 2010 tourte sie unter anderem mit Plan B und Hurts, bevor ihre Debütsingle Ain’t Nobody erschien. Damit scheiterte sie zwar noch knapp an den Top 75 der britischen Charts, dennoch wurde sie von der Presse positiv aufgenommen. In der Prognose Sound of 2011 der BBC für die Newcomer des folgenden Jahres belegte sie Platz 5 und auch bei MTV und Planet Music wurde sie hoch gewettet.
Vor dem Erscheinen ihres Debütalbums Light After Dark Ende Februar 2011 wurde The Last Dance als Vorabsingle veröffentlicht. Sie kam auf Platz 23.

## Diskografie
Alben
- 2011: Light After Dark
- 2016: Stranger Things Have Happened

Singles
- 2010: Ain’t Nobody
- 2010: Last Dance
- 2011: The Shield and the Sword
- 2016: Elizabeth Taylor

## Auszeichnungen für Musikverkäufe
| Goldene Schallplatte - Frankreich - 2021: für die Single Elizabeth Taylor |

Anmerkung: Auszeichnungen in Ländern aus den Charttabellen bzw. Chartboxen sind in ebendiesen zu finden.
| Land/RegionAuszeichnungen für Musikverkäufe (Land/Region, Auszeichnungen, Verkäufe, Quellen) | Silber  | Gold  | Platin | Verkäufe | Quellen         |
| -------------------------------------------------------------------------------------------- | ------- | ----- | ------ | -------- | --------------- |
| Frankreich (SNEP)                                                                            | —       | Gold1 | —      | 100.000  | snepmusique.com |
| Vereinigtes Königreich (BPI)                                                                 | Silber1 | —     | —      | 60.000   | bpi.co.uk       |
| Insgesamt                                                                                    | Silber1 | Gold1 | —      |          |                 |